# Кирквуд, Пэт
Патриция Кирквуд (англ. Patricia Kirkwood, 24 февраля 1921 ― 25 декабря 2007) ― британская актриса, певица и танцовщица. Она также выступала на радио и телевидении.

## Юность
Кирквуд родилась в Пендлтоне, Солфорд, Ланкашир в семье Уильяма и Норы Карр Кирквуд. Ее отец был шотландским морским клерком. Она получила образование в средней школе Левеншульме в Манчестере. В возрасте 14 лет Кирквуд участвовала в конкурсе талантов в Рэмси, остров Мэн, и ее попросили спеть в программе  Children's Hour на канале Би-би-си. Несколько месяцев спустя, в апреле 1936 года, она приняла участие в скетче The Schoolgirl Songstress. В течение всего 1936 года Кирквуд появлялась в местных варьете. Во время Рождества 1937 года она снялась в роли Дандини в театре Шафтсбери в пантомиме «Золушка» вместе со Стэнли Лупино. В течение следующих двух лет она работала в кабаре, варьете и пантомимах.

## Слава и война
В течение 1938-39 годов Кирквуд снялась в двух фильмах: Save a Little Sunshine и Me and My Pal вместе с шотландским комиком Дэйвом Уиллисом.
Ее карьера начала набирать обороты в начале Второй мировой войны. Как раз когда началась война, 18-летняя Кирквуд играла в ревю «Черный бархат» на Лондонском ипподроме, где прославилась исполнением песни «My Heart Belongs to Daddy». После этого ее окрестили первой британской звездой военного времени.
В 1940 году Кирквуд выступала в «Вершине мира» в лондонском Палладиуме, в то время как немецкие бомбы сыпались на Лондон. Позже она вспоминала в интервью:... небо было ярко освещено прожекторами ... Когда рядом с театром упали бомбы, представление продолжалось. Никто не ушел, все остались на своих местах, потому что в театре было безопаснее, чем на улице. Актеры делали ставки на то, кому из них выпадет выступать на сцене, когда начнут падать бомбы.
В 1939 и 1940 годах она снималась в фильмах «Come On George!» и «Band Waggon». Ее сравнивали с Бетти Грейбл. Кирквуд продолжала выступать на протяжении всей войны в Вест-Энде в пантомимах и шоу. Она играла в мюзиклах «Lady Behave», «Let's Face It!», «Goody Two Shoes».
К концу войны в 1944 году Кирквуд получила предложения о 7-летнем контракте как от Metro-Goldwyn-Mayer, так и от 20th Century Studios, предположительно за 250 000 фунтов стерлингов. Она приняла контракт Metro-Goldwyn-Mayer, но ей пришлось ждать окончания войны, чтобы поехать в Америку и начать работу над художественным фильмом. За это время она снялась в другом фильме «Бегство от безумия». Через три дня после Дня Победы Кирквуд отправился в Соединенные Штаты.
Оказавшись в США, Кирквуд провела несколько месяцев, ожидая, когда начнется производство фильма. Для фильма, в котором ей предстояло сниматься, «Нет отпуска, нет любви», ей нужно было похудеть. Врачи студии, как сообщается, держали ее на капсулах  для поддержания работы щитовидной железы в норме, а также на строгой диете. Фильм провалился, а его производство сказалось на здоровье актрисы. Она провела восемь месяцев в нью-йоркском санатории. Нервный срыв стоил ей заглавной роли в лондонской постановке мюзикла «Энни достань свой пистолет». Стресс также сказался на ее отношениях, она рассталась со своим первым мужем Джеком Листером и вернулась в Великобританию.
Вернувшись в Великобританию, Кирквуд продолжила выступать в мюзиклах. Примерно в это же время Кирквуд во второй раз вышла замуж за греческого судовладельца, Спиро де Сперо Габриэле в 1952 году. Однако через два года он умер от сердечного приступа.
В 1954 году Кирквуд вернулась в США для трехмесячного турне по Лас-Вегасу с выступлением в кабаре Desert Inn.
В 1960-х Пэт Кирквуд временно вышла на пенсию со своим третьим мужем Хьюбертом Греггом и переехала в Португалию.
В 1979 году она рассталась с Греггом и вышла замуж в 1981 году за отставного адвоката Питера Найта, своего последнего мужа. Его финансовое положение позволяло ей оставить шоу-бизнес позади, хотя она и появлялась в нескольких выступлениях в 1980-х годах. В начале 1990-х Кирквуд решила вернуться и выступить еще раз. Ее последнее публичное выступление было в мюзикле «Noel/Cole: Let's Do It» в театре Чичестерского фестиваля в 1994 году. Автобиография Кирквуд «The Time of My Life» была опубликована в 1999 году.

## Герцог Эдинбургский
Во время ее выступления на Ипподроме в Лондоне в 1948 году, герцог Эдинбургский был представлен Кирквуд в гримерной. Позже, тем же вечером они отправились ужинать в ресторан Les Ambassadeurs в Мейфэре. Кирквуд впоследствии писала: 
Он был полон жизни и энергии. Я подозреваю, что Филипп чувствовал себя в ловушке и редко получал шанс быть самим собой.
 Репортеры вспоминали, что на следующий день они вместе танцевали и завтракали.
Слухи о романе между принцем Филиппом и Пэт Кирквуд печатались в ежедневных газетах. Придворные говорили, что король Георг VI пришел в ярость, когда ему сообщили о сплетнях. Ходили слухи, что Пэт была приглашена на бал Возлюбленных и жен с принцем в Королевский военно-морской колледж в Гринвиче, а также поговаривали о том, что ей подарили «Роллс-Ройс». Такие слухи о романе с принцем продолжались много лет.

Кирквуд всегда отрицала, что между ними был роман. В 1994 году она и Найт встретились с помощником принца Филиппа Брайаном Макгратом и попросили передать королеве, что Кирквуд расстроена продолжающимися слухами и заявляет, что они не соответствуют действительности. Позже Филипп заявил в личном письме, что эти обвинения были мифом прессы. В ответ Кирквуд пожаловалась: 
Леди не должна защищать свою честь публично. Это должен делать джентльмен.

## Смерть
Кирквуд поставили диагноз болезнь Альцгеймера. Ее мать, Нора, страдала той же болезнью. Она умерла в доме престарелых Китвуд-Хаус в Илкли, Западный Йоркшир, в Рождество 2007 года в возрасте 86 лет.

## Фильмография

### Кино
| Год  | Название               | Роль               | Примечание | Сн.   |
| ---- | ---------------------- | ------------------ | ---------- | ----- |
| 1938 | Save a Little Sunshine | Pat                |            | [ 3 ] |
| 1939 | Come On George!        | Ann Johnson        |            | [ 3 ] |
| 1940 | Band Waggon            | Pat                |            | [ 3 ] |
| 1945 | Flight from Folly      | Sue Brown          |            | [ 4 ] |
| 1946 | No Leave, No Love      | Susan Malby Duncan |            | [ 3 ] |
| 1950 | Once a Sinner          | Irene James        |            |       |
| 1956 | Stars in Your Eyes     | Sally Bishop       |            |       |
| 1957 | After the Ball         | Vesta Tilley       |            | [ 3 ] |